# Max Besler
Max Besler (* 3. Januar 1853 in Erfurt; † nach 1918) war ein deutscher Schulmeister, Pädagoge  und Regionalhistoriker für Lothringen.

## Leben
Nach Erlangung der Hochschulreife am Gymnasium Erfurt studierte Besler an den Universitäten Leipzig und Halle zunächst Theologie und Philologie, später fast ausschließlich Philologie. Das Hochschulstudium schloss er mit der Promotion zum Dr. phil ab. Zu Beginn des Sommersemesters nach Ostern 1878 trat er eine Stelle als Probe-Kandidat und Hilfslehrer an der Realschule zu Forbach an. Im Sommer 1879 wurde er vorübergehend zu militärischen Dienstleistungen in Erfurt einberufen.
Bis auf diese Unterbrechung war er danach durchgehend im Lehramt tätig, zuerst in Forbach als ordentlicher Lehrer, dann als Gymnasialprofessor. Nach langjähriger Tätigkeit in Forbach wurde er Direktor des Humanistischen Gymnasiums in Saargemünd. Besler befasste sich eingehend mit der Regionalgeschichte seiner engeren lothringischen Wirkungsstätte und verfasste unter anderem eine wichtige Chronik der Stadt Forbach.

## Veröffentlichungen (Auswahl)
- Die Ortsnamen des lothringischen Kreises Forbach. Abhandlung zum Jahresberichte des Progymnasiums zu Forbach, Prog. No. 477. Buchdruckerei Robert Hupfer, Forbach  1888 (google.books.com).
- Die Kreuzkapelle bei Forbach, in: Jahr-Buch der Gesellschaft für lothringische Geschichte und Altertumskunde, Dritter Jahrgang, G. Scriba, Metz 1891, S. 387–400 (books.google.com).
- Die herrschaftlichen Rechte in der Herrschaft Forbach vom Jahre 1709, in: Jahr-Buch der Gesellschaft für lothringische Geschichte und Altertumskunde, Fünfter Jahrgang (Zweite Hälfte), G. Scriba, Metz 1893, S. 152–171   (books.google.com).
- Geschichte des Schlosses, der Herrschaft und der Stadt Forbach. Mit einem Anhange. Hupfer, Forbach 1895 (google.books.com).
- Beiträge zur Geschichte der höheren Schule in Forbach, 1896 (Programm-Beilage).
- Die Forbacher Mundart und ihre französischen Bestandteile,  Forbach 1900  (Beilage zum Jahresbericht der Realschule in Forbach, 1900).
- Das Wappen Lothringens, 1911 (Programm-Beilage).